# Фаусто-Стерлинг, Энн
Энн Фаусто-Стерлинг (англ. Anne Fausto-Sterling; урожд. Стерлинг; род. 30 июля 1944, Куинс, Нью-Йорк) — американская сексолог и феминистка, профессор биологии и гендерных исследований в Брауновском университете. Пишет на темы биологии пола, сексуальной идентичности, гендерной идентичности, гендерных ролей и интерсекс-людей.

## Биография
Мать Фаусто-Стерлинг, Дороти Стерлинг, была писательницей и историком, отец, Филип Стерлинг (англ. Philip Sterling), — писателем.
В 1965 году Энн Фаусто-Стерлинг получила степень бакалавра зоологии в Висконсинском университете. В 1970 году она получила степень доктора философии по генетике развития в Брауновском университете. После получения докторской степени преподавала в Брауновском университете, состояла там профессором биологии и гендерных исследований на кафедре молекулярной и клеточной биологии и биохимии.
В 1993 году выпустила статью «Пять полов» (англ. The Five Sexes), в которой описывает модель пяти полов — мужчин, женщин, мужчин-псевдогермафродитов (англ. merm) с яичками и частями женских гениталий, но без яичников, женщин-псевдогермафродитов (ferm) с обратной ситуацией и истинных гермафродитов (herm) с одним яичком и одним яичником. В статье она приходит к выводу о континуальности (непрерывности) пола, то есть о том, что людей нельзя разделить на конечное число групп по полу.
Фаусто-Стерлинг написала две научно-популярные книги — «Мифы о гендере» (англ. Myths of Gender; второе издание — 1992) и «Определение пола: гендерная политика и конструирование сексуальности» (англ. Sexing the Body: Gender Politics and the Construction of Sexuality; 2000).
В 2014 году Фаусто-Стерлинг вышла на пенсию после 44 лет преподавания в Брауновском университете.
Фаусто-Стерлинг входит в редакционный совет междисциплинарного научного журнала «Perspectives in Biology and Medicine» и в консультативный совет феминистского академического журнала «Signs».

## Оценки деятельности
Историк науки Эвелин Хаммондс описывает Фаусто-Стерлинг как одну из самых влиятельных учёных-феминисток своего поколения.
В обзоре к «Мифам о гендере» в «Los Angeles Times» Элейн Кендалл (англ. Elaine Kendall) пишет, что «самые драматичные и ценные главы сосредоточены на всё ещё сохраняющихся заблуждениях в образовательной сфере, из-за которых женщин не пускают в точные науки и в прибыльные области деятельности вроде инженерии, отправляя их взамен на более низкооплачиваемые работы, связанные с гуманитарными науками или воспитанием».
В обзор «Определения пола» в «Publishers Weekly» сказано, что Фаусто-Стерлинг заключает, что «страх перед гендерной путаницей привёл науку и медицину к упорным попыткам построить цельные концепции пола и гендера», и что «её проницательная работа ставит серьёзные задачи перед научными исследованиями, разработкой социальной политики и будущим феминистской и гендерной теорий».
По мнению некоторых ученых, аргумент Фаусто-Стерлинг о континуальности пола был принят специалистами в области гендерных исследований, но не биологами. Французский антрополог Приссилла Турей (фр. Priscille Touraille) считает, что Фаусто-Стерлинг не добилась консенсуса среди биологов по этому вопросу. Философ науки Дэвид Стэймос утверждает, что теория Фаусто-Стерлинг о континуальности пола проблематична, потому что пол определяется типом гамет.
Психолог Леонард Сакс критикует теорию Фаусто-Стерлинг о континуальности пола, а также считает неверным её утверждение о том, что около 1,7 % людей рождаются с интерсекс-вариациями, потому что с клинической перспективы понятие интерсекс-вариаций более узко, чем в работах Фаусто-Стерлинг.
Психолог Сьюзан Кесслер в своей книге «Уроки интерсекс-людей» (англ. Lessons from the Intersexed) критикует «Пять полов», поскольку там основное внимание придаётся гениталиям и «игнорируется тот факт, что в повседневном мире гендерная атрибуция производится без проверки строения гениталий». Кесслер также считает, что «в повседневной жизни первостепенную важность имеет то, что гендер воспроизводится поведением независимо от устройства тела человека под одеждой». В работе «Пять полов. Пересмотренная версия» (англ. The Five Sexes, Revisited) Фаусто-Стерлинг соглашается с возражениями Кесслер.

## Семья
Фаусто-Стерлинг является открытой лесбиянкой. В 2004 году она женилась на Поле Вогел, драматурге и педагоге, с которой познакомилась более чем за 15 лет до этого.